# Política ambiental
Política ambiental é um modelo de administração adotado por um governo ou empresa para se relacionar com o meio ambiente e os recursos naturais.São práticas que buscam formas de desenvolvimento alternativas, visando o desenvolvimento sustentável, ou seja, um modelo alternativo de desenvolvimento econômico, político, social e ambiental, em contato com a sociedade civil e com movimentos ambientalistas, para reduzir ou anular os impactos negativos de ações humanas no meio ambiente. Os problemas ambientais foram adversidades frequentes desde o início da Revolução Industrial, porém as políticas só surgiram efetivamente no início do século XX. São ações de política ambiental:
- Ações que visem à redução do consumo de energia.
- Ações práticas para evitar o desperdício de água, incentivando o seu consumo racional.
- Planejamento urbano adequado por parte dos governos. Nestas ações são importantes a preservação de áreas verdes e projetos de arborização urbana.
- Uso, sempre que possível, de fontes de energia renováveis como, por exemplo, eólica e solar.
- As empresas que geram qualquer tipo de poluição em seu processo produtivo devem adotar medidas eficazes para que estes poluentes não sejam despejados no meio ambiente (ar, rios, lagos, oceanos e solo).
- As empresas devem criar produtos com baixo consumo de energia e, sempre que possível, usar materiais recicláveis.
- Criação de projetos governamentais voltados para a educação ambiental, principalmente em escolas.
- Implantação das normas do ISO 14000 e obtenção do certificado.
- Muitas organizações ambientais trabalham com o conceito de pegada ecológica.

## Governo
Ações governamentais em geral buscam objetivos à longo prazo, estabelecendo projetos e leis que visam controlar as atuações de atores contra o meio ambiente em seus territórios. A adoção de tais políticas é necessária para que os agentes tenham responsabilidades quanto á sua emissão de resíduos poluentes. Pode-se organizar em três os meios pelos quais os Estados atuam no âmbito de políticas ambientalistas:
- Instrumentos de comando e controle (leis e normas que, se não cumpridas, resultam em multas, cancelamento de licenças, etc.).[1]
- Instrumentos econômicos (taxas, tarifas).
- Instrumentos de comunicação (Educação ambiental, divulgação de benefícios para as empresas que respeitam o meio ambiente, etc.).

No Brasil, a Coordenação-Geral de Meio Ambiente e Mudanças Climáticas (COMAC) é responsável por coordenar projetos e formular propostas de aprimoramento das políticas ambientais nacionais. O art. 23 da Constituição Federal do Brasil estabelece as competências da União, Estados, Municípios e do Distrito Federal: “É competência comum da União, dos Estados, do Distrito Federal e dos Municípios: [...] VI - proteger o meio ambiente e combater a poluição em qualquer de suas formas; VII - preservar as florestas, a fauna e a flora”. Mas é o capítulo VI, composto pelo art. 25, que a carta magna trata de modo mais específico do “Meio Ambiente”.
Também de acordo com o Art. 225 da constituição: "Todos têm direito ao meio ambiente ecologicamente equilibrado, bem de uso comum do povo e essencial à sadia qualidade de vida, impondo-se ao poder público e à coletividade o dever de defendê-lo e preservá-lo para as presentes e futuras gerações".

## Âmbito Privado
No âmbito das empresas privadas, importantes certificações ambientais podem ser seguidas pelas empresas, com base nas normas da ISO 14000, criada no Rio de Janeiro, no ano de 1992 na conferência Eco-92. Para que uma empresa possa adquirir tal certificado ela deve, além de se comprometer com a legislação ambiental do seu país, seguir diversas outras normas aplicadas para a manutenção da sustentabilidade. Algumas das normas mais importantes são estabelecidas em:
- ISO 14001: Sistema de Gestão Ambiental;
- ISO 14004: uso interno Sistema de Gestão Ambiental;
- ISO 14010: Auditorias Ambientais;
- ISO 14031: Desempenho Ambiental.
- ISO 14020: Rotulagem Ambiental.
- ISO 14040: Análise do Ciclo de Vida.[4]

Entende-se que, com tal certificação, a empresa estará obedecendo as leis e normas de preservação, nacional e internacional.